# Casa lui Raven
Casa lui Raven (engleză Raven's Home) este sitcom american creat de Michael Poryes și Susan Sherman și dezvoltat de Jed Elinoff și Scott Thomas, care a avut premiera originală la Disney Channel pe 21 iulie 2017. Bazat pe personajele create de Michael Poryes și Susan Sherman, serialul este un spin-off și tot odată o continuare al That's So Raven, cel de-al doilea spin-off din acea serie, după Cory in the House. Seria îi are ca staruri pe Raven-Symoné, Isaac Ryan Brown, Navia Robinson, Jason Maybaum, Sky Katz, și Anneliese van der Pol.
În România serialul a avut premiera pe 10 februarie 2018 la Disney Channel.

## Intrigă
Raven și Chelsea sunt două prietene de la  școală ajunse la maturitate, divorțate și care locuiesc împreună, alături de gemenii lui Raven, Booker și Nia, și de fiul lui Chelsea, Levi, într-un apartament din Chicago. Casa lor este întoarsă cu susul în jos când își dau seama că unul dintre copii lui Raven, Booker, a moștenit aceleași abilități psihice ca mama lui.

## Personaje
- Raven Baxter (Raven-Symoné) este o mamă singură cu doi copii gemeni Nia și Booker, care lucrează ca designer vestimentar pentru câini. Este dezvăluit faptul că înaintea seriei, Raven a divorțat de Devon Carter (Jonathan McDaniel), un fost iubit din liceu, iar acum locuiește cu Chelsea și fiul ei în Chicago. Raven are puteri psihice, capabilă să aibă "viziuni" ale viitorului. Ea decide să nu le spună copiilor despre viziunile ei, pentru că, crede că nu ar înțelege.
- Booker Baxter-Carter (Issac Ryan Brown) este fiul lui Raven de 11 ani și fratele geamăn al Niei, care a moștenit de la mama lui abilitățile psihice. După ce a primit prima viziune la școală, el decide să nu-i spui mamei lui despre abilitățile sale psihice pentru că nu l-ar crede, fără să știe că și mama lui are de asemenea, puteri psihice.
- Nia Baxter-Carter (Navia Robinson) este fiica lui Raven, și sora geamănă a lui Booker. Inițial ea nu crede că fratele ei are abilități psihice, insistând că e una din poveștile sale inventate. Când Booker are o viziune cu ea când va primi o lovitură de la un sac de box și mai târziu se adeverește, ea îl crede.
- Levi Grayson (Jason Maibaum) este fiul de 9 ani al lui Chelsea. El este foarte matur pentru vârsta lui și de multe ori acționează ca părinte în relația cu mama lui.
- Tess (Cer Katz) este cea mai bună prietenă a lui Nia, care locuiește în aceeași clădire ca și restul familiei.
- Chelsea Grayson (Anneliese van der Pol) este de asemenea o mamă divorțată care locuiește în aceeași casă cu Raven, și este cam nătângă, dar o bună prietenă și mama lui Levi. Este dezvăluit că, înaintea serialului, Chelsea a făcut o sumă substanțială de bani dintr-o reclamă la un produs numit "Schmop," dar norocul ei a fost furat de către soțul ei Garrett Grayson. După aceea, Garrett a fost arestat pentru evaziune fiscală și a sfârșit prin a avea o aventură cu un agent special care l-a arestat. Chelsea ulterior a divorțat de el după recuperarea banilor și s-a mutat cu Raven.

## Producție
La opt ani după ce That's So Raven s-a terminat, nu au fost speculații și zvonuri că seria ar obține un al doilea spin-off. Pe 14 august 2015, o reuniune cu Raven-Symoné și o fostă vedetă s-a întâmplat în The View, unde au discutat despre acea serie și trecut. T'Keyah Cristal Keymáh și Rondell Sheridan nu au fost prezenți, dar au primit o mențiune specială de la Raven-Symoné.
Seria a fost anunțată pe 27 octombrie 2016, și a avut premiera pe Disney Channel pe 21 iulie 2017, și este filmat la Hollywood Center Studios. Disney Channel a reînnoit seria pentru un al doilea sezon, pe 10 octombrie 2017, și filmările au început în noiembrie 2017.

## Difuzare
| Sezon | Sezon | Episoade | SUA            | SUA               | România           | România            |
| Sezon | Sezon | Episoade | Început        | Sfârșit           | Început           | Sfârșit            |
| ----- | ----- | -------- | -------------- | ----------------- | ----------------- | ------------------ |
|       | 1     | 13       | 21 iulie 2017  | 20 octombrie 2017 | 10 februarie 2018 | 5 mai 2018         |
|       | 2     | 21       | 16 martie 2018 | 30 noiembrie 2018 | 12 noiembrie 2018 | 1 aprilie 2019     |
|       | 3     | 26       | 17 iunie 2019  | 3 mai 2020        | 4 mai 2020        | 13 septembrie 2020 |
|       | 4     | 19       | 24 iulie 2020  | 21 mai 2021       | 29 martie 2021    |                    |

## Listă episoade

### Sezonul 1
| №  | #  | Titlu în română                | Titlu original                  | Difuzarea originală | Difuzare în România |
| -- | -- | ------------------------------ | ------------------------------- | ------------------- | ------------------- |
| 1  | 1  | O familie aparte               | Baxter's Back!                  | 21 iulie 2017       | 10 februarie 2018   |
| 2  | 2  | Agitație mare într-o casă mică | Big Trouble in Little Apartment | 28 iulie 2017       | 10 februarie 2018   |
| 3  | 3  | O situație dificilă            | The Baxters Get Bounced         | 4 august 2017       | 17 februarie 2018   |
| 4  | 4  | O despărțire grea              | The Bearer of Dad News          | 11 august 2017      | 24 februarie 2018   |
| 5  | 5  | Vei fi pedepsită!              | You're Gonna Get It             | 18 august 2017      | 3 martie 2018       |
| 6  | 6  | Ieșirea fetelor                | Adventures in Mommy-Sitting     | 25 august 2017      | 10 martie 2018      |
| 7  | 7  | Balul celor de-a șasea         | Dancing Tween                   | 8 septembrie 2017   | 17 martie 2018      |
| 8  | 8  | Gustări la supra-preț          | Vending the Rules               | 15 septembrie 2017  | 24 martie 2018      |
| 9  | 9  | Nu te băga!                    | In-Vision of Privacy            | 22 septembrie 2017  | 31 martie 2018      |
| 10 | 10 | Fobia de clovni                | Fears of a Clown                | 29 septembrie 2017  | 14 aprilie 2018     |
| 11 | 11 | Primul Halloween împreună!     | The Baxtercism of Levi Grayson  | 6 octombrie 2017    | 21 aprilie 2018     |
| 12 | 12 | Mame de vis                    | Dream Moms                      | 13 octombrie 2017   | 5 mai 2018          |
| 13 | 13 | Prezentarea de modă            | Vest in Show                    | 20 octombrie 2017   | 28 aprilie 2018     |

### Sezonul 2
| №  | #  | Titlu în română                                | Titlu original                            | Difuzarea originală | Difuzare în România |
| -- | -- | ---------------------------------------------- | ----------------------------------------- | ------------------- | ------------------- |
| 14 | 1  | Pe urmele vulturului-Partea întâi              | The Falcon and the Raven – Part One       | 25 iunie 2018       | 26 noiembrie 2018   |
| 15 | 2  | Pe urmele vulturului-Partea a doua             | The Falcon and the Raven – Part Two       | 26 iunie 2018       | 27 noiembrie 2018   |
| 16 | 3  | D-aia                                          | Because                                   | 27 iunie 2018       | 28 noiembrie 2018   |
| 17 | 4  | Vandalul                                       | Cop to It                                 | 28 iunie 2018       | 29 noiembrie 2018   |
| 18 | 5  | Lucruri stranii                                | Weirder Things                            | 3 iulie 2018        | 30 noiembrie 2018   |
| 19 | 6  | Pașii greșiți                                  | The Missteps                              | 6 iulie 2018        | 3 decembrie 2018    |
| 20 | 7  | Toate cusute                                   | All Sewn Up                               | 10 iulie 2018       | 4 decembrie 2018    |
| 21 | 8  | Oh Tată, Unde ești?                            | Oh Father, Where Art Thou?                | 13 iulie 2018       | 5 decembrie 2018    |
| 22 | 9  | Cearta cu Levi                                 | The Trouble with Levi                     | 20 iulie 2018       | 6 decembrie 2018    |
| 23 | 10 | Protestul                                      | Head Over Wheels                          | 27 iulie 2018       | 7 decembrie 2018    |
| 24 | 11 | Cea mai interesantă mamă din lume              | The Most Interesting Mom in the World     | 31 iulie 2018       | 18 martie 2019      |
| 25 | 12 | Sleevemore Prima parte:Booker pierde viziunile | Sleevemore Part One: Frozen               | 21 septembrie 2018  | 19 martie 2019      |
| 26 | 13 | Sleevemore Partea a doua:Nia are viziuni       | Sleevemore Part Two: Found                | 28 septembrie 2018  | 20 martie 2019      |
| 27 | 14 | Sleevemore Partea a treia:Viziunea             | Sleevemore Part Three: Future             | 5 octombrie 2018    | 21 martie 2019      |
| 28 | 15 | Casa lui Raven:Remix                           | Raven's Home: Remix                       | 12 octombrie 2018   | 22 martie 2019      |
| 29 | 16 | Schimbă-sau-dă                                 | Switch-or-Treat                           | 19 octombrie 2018   | 25 martie 2019      |
| 30 | 17 | Spune-mi Vic                                   | Just Call Me Vic                          | 26 octombrie 2018   | 26 martie 2019      |
| 31 | 18 | Consiliul Tineretului                          | New Dog, Old Trick                        | 2 noiembrie 2018    | 27 martie 2019      |
| 32 | 19 | Ziua de naștere a gemenilor                    | It's Your Party and I'll Spy If I Want To | 9 noiembrie 2018    | 28 martie 2019      |
| 33 | 20 | Câștigători și Pierzători                      | Winners and Losers                        | 16 noiembrie 2018   | 29 martie 2019      |
| 34 | 21 | Prezentarea de modă                            | Keepin' It Real                           | 30 noiembrie 2018   | 1 aprilie 2019      |

### Sezonul 3
| №  | #  | Titlu în română                   | Titlu original               | Difuzarea originală | Difuzare în România |
| -- | -- | --------------------------------- | ---------------------------- | ------------------- | ------------------- |
| 35 | 1  | Vasul de croazieră                | Friend-Ship                  | 17 iunie 2019       | 4 mai 2020          |
| 36 | 2  | Pierdute pe mare                  | Lost at Chel-Sea             | 24 iunie 2019       | 5 mai 2020          |
| 37 | 3  | Fluxul de fum                     | Smoky Flow                   | 1 iulie 2019        | 6 mai 2020          |
| 38 | 4  | Furtună,surioară                  | Twister, Sister              | 8 iulie 2019        | 7 mai 2020          |
| 39 | 5  | Stilul te reprezintă              | Dress to Express             | 15 iulie 2019       | 8 mai 2020          |
| 40 | 6  | Fii pozitiv                       | Diss Track                   | 22 iulie 2019       | 11 mai 2020         |
| 41 | 7  | Procesul                          | Disorder in the Court        | 13 septembrie 2019  | 12 mai 2020         |
| 42 | 8  | Lecția de istorie                 | School House Trap            | 20 septembrie 2019  | 13 mai 2020         |
| 43 | 9  | Finala                            | Cali Dreams                  | 27 septembrie 2019  | 14 mai 2020         |
| 44 | 10 | Noul vecin                        | Creepin' It Real             | 11 octombrie 2019   | 15 mai 2020         |
| 45 | 11 | Fetele au nevoie de telefoane     | Girls Just Wanna Have Phones | 18 octombrie 2019   | 18 mai 2020         |
| 46 | 12 | Clubul de balet                   | Friday Night Tights          | 25 octombrie 2019   | 19 mai 2020         |
| 47 | 13 | Voluntariatul                     | It's Not Easy Being Green    | 1 noiembrie 2019    | 20 mai 2020         |
| 48 | 14 | Noua gașcă                        | Crewed Up                    | 15 noiembrie 2019   | 21 mai 2020         |
| 49 | 15 | Aniversarea prieteniei            | Sorry to Father You          | 22 noiembrie 2019   | 22 mai 2020         |
| 50 | 16 | Nebunia de Crăciun                | Bah Humbugged                | 6 decembrie 2019    | 25 mai 2020         |
| 51 | 17 | Identitate străină                | The Foreign Identity         | 23 februarie 2020   | 26 mai 2020         |
| 52 | 18 | Ai grijă cu cine te împrietenești | What About Your Friends?     | 1 martie 2020       | 27 mai 2020         |
| 53 | 19 | Adolescența                       | Adolessons                   | 8 martie 2020       | 28 mai 2020         |
| 54 | 20 | Frizeria                          | Close Shave                  | 15 martie 2020      | 29 mai 2020         |
| 55 | 21 | Visuri Marețe                     | Hoop Streams                 | 22 martie 2020      | 2 iunie 2020        |
| 56 | 22 | Concursul de Poezie               | Slammed                      | 29 martie 2020      | 3 iunie 2020        |
| 57 | 23 | Ucenicul                          | On Edge                      | 5 aprilie 2020      | 4 iunie 2020        |
| 58 | 24 | Canapeaua nouă                    | The Story So-fa              | 19 aprilie 2020     | 9 iunie 2020        |
| 59 | 25 | Populară pe internet              | In Shoe-encer                | 26 aprilie 2020     | 10 iunie 2020       |
| 60 | 26 | Absolvirea                        | Level Up                     | 3 mai 2020          | 11 iunie 2020       |

### Sezonul 4
| #   | #   | Titlul în română | Titlul original             | Difuzare originală | Difuzare în România |
| --- | --- | ---------------- | --------------------------- | ------------------ | ------------------- |
| 61. | 1.  |                  | Raven About Bunk'd          | 24 iulie 2020      | 29 martie 2021      |
| 62. | 2.  |                  | Don't Trust the G in Apt 4B | 9 octombrie 2020   | aprilie 2021        |
| 63. | 3.  |                  | Baking Bad                  | 23 octombrie 2020  | aprilie 2021        |
| 64. | 4.  |                  | Big Little Surprise         | 6 noiembrie 2020   | aprilie 2021        |
| 65. | 5.  |                  | Tesscue Me                  | 13 noiembrie 2020  | aprilie 2021        |
| 66. | 6.  |                  | Sharp Job-jects             | 20 noiembrie 2020  | 9 septembrie 2021   |
| 67. | 7.  |                  | How I Met Your Mentor       | 27 noiembrie 2020  | 6 septembrie 2021   |
| 68. | 8.  |                  | Mad About Yuletide          | 18 decembrie 2020  | 10 septembrie 2021  |
| 69. | 9.  |                  | Wheel of Misfortune         | 19 martie 2021     | martie 2021         |
| 70. | 10. |                  | Diff'rent Strikes           | 26 martie 2021     | 13 septembrie 2021  |
| 71. | 11. |                  | Fresh Off the Note          | 2 aprilie 2021     | 14 septembrie 2021  |
| 72. | 12. |                  | 10 Things Debate About You  | 9 aprilie 2021     | 15 septembrie 2021  |
| 73. | 13. |                  | Plays of Our Lives          | 16 aprilie 2021    | 7 septembrie 2021   |
| 74. | 14. |                  | The Slumber Years           | 23 aprilie 2021    | 8 septembrie 2021   |
| 75. | 15. |                  | Bless This Tess             | 30 aprilie 2021    | 16 septembrie 2021  |
| 76. | 16. |                  | American Torah Story        | 7 mai 2021         | 17 septembrie 2021  |
| 77. | 17. |                  | Say Yes to the Protest      | 14 mai 2021        |                     |
| 78. | 18. |                  | Saved by the Belle          | 21 mai 2021        |                     |
| 79. | 19. |                  | So You Think You Can Drive  | 21 mai 2021        |                     |

## Premiera internațională
| Țara           | Canal                        | Sezon 1           | Sezon 2           | Sezon 3           | Sezon 4          | Titlu             |
| -------------- | ---------------------------- | ----------------- | ----------------- | ----------------- | ---------------- | ----------------- |
| SUA            | Disney Channel               | 21 iulie 2017     | 25 iunie 2018     | 17 iunie 2019     | 24 iulie 2020    | Raven's Home      |
| America Latină | Disney Channel Latinoamerica | 29 octombrie 2017 | 9 septembrie 2018 |                   |                  | Raven's Home      |
| Brazilia       | Disney Channel Brasil        | 29 octombrie 2017 | 2 septembrie 2018 | 15 decembrie 2019 | 15 mai 2021      | A Casa da Raven   |
| Israel         | Disney Channel Israel        | 30 octombrie 2017 | 6 septembrie 2018 |                   |                  | הבית של רייבן     |
| Franța         | Disney Channel France        | 11 noiembrie 2017 | 8 noiembrie 2018  | 16 noiembrie 2019 | 24 iulie 2020    | Raven             |
| România        | Disney Channel România       | 10 februarie 2018 | 12 noiembrie 2018 | 4 mai 2020        | 29 martie 2021   | Casa lui Raven    |
| Serbia         | Disney Channel Serbia        | 10 februarie 2018 | 12 noiembrie 2018 | 4 mai 2020        |                  | Рејвенин дом      |
| Bulgaria       | Disney Channel Bulgaria      | 10 februarie 2018 | 12 noiembrie 2018 | 4 mai 2020        |                  | Домът на Рейвън   |
| Polonia        | Disney Channel Polska        | 10 februarie 2018 | 8 octombrie 2018  | 18 noiembrie 2019 | 4 decembrie 2020 | Raven na chacie   |
| Portugalia     | Disney Channel Portugal      | 16 februarie 2018 | 12 aprilie 2019   | 10 februarie 2020 |                  | A Raven Voltou    |
| Spania         | Disney Channel Espana        | 16 februarie 2018 | 12 aprilie 2019   | 27 ianuarie 2020  | 24 iulie 2020    | Vuelve Raven      |
| Ungaria        | Disney Csatorna Magyarország | 17 februarie 2018 | 12 noiembrie 2018 | 11 mai 2020       | 4 decembrie 2020 | Raven otthona     |
| Cehia          | Disney Channel Czech         | 17 februarie 2018 | 12 noiembrie 2018 | 11 mai 2020       | 4 decembrie 2020 | U Raven doma      |
| Italia         | Disney Channel Italia        | 16 aprilie 2018   | 7 ianuarie 2019   | 25 august 2021    | decembrie 2021   | A casa di Raven   |
| Taiwan         | Disney Channel Taiwan        | 23 iulie 2018     | 3 octombrie 2019  |                   |                  | 魔女之家 (電視劇) |
| Germania       | Disney+                      | 24 martie 2020    |                   |                   |                  | Zuhause bei Raven |